# Alkali Ike's Mother-in-Law
Alkali Ike's Mother-in-Law è un cortometraggio muto del 1913 scritto, prodotto e diretto da Gilbert M. 'Broncho Billy' Anderson.

## Trama
Alkali Ike e sua moglie non vanno troppo d'accordo. A peggiorare le cose, arriva anche la suocera che vuole mettere in riga il genero. Alkali Ike, per tentare di sfuggirle, finisce che cerca perfino di ipnotizzarla.

## Produzione
Il film fu prodotto dalla Essanay Film Manufacturing Company. Venne girato a Niles. Gilbert M. 'Broncho Billy' Anderson, fondatore della casa di produzione Essanay (che aveva la sua sede a Chicago), aveva individuato nella cittadina californiana di Niles il luogo ideale per trasferirvi una sede distaccata della casa madre. Niles diventò, così, il set dei numerosi western prodotti da Anderson.

## Distribuzione
Distribuito dalla General Film Company, il film - un cortometraggio in una bobina - uscì nelle sale cinematografiche USA il 10 maggio 1913.